# 捆绑上天堂
《捆绑上天堂》是计划于2024年上映的中国大陆爱情片，改编自中国大陆作家李修文的同名小说，该片是电影《一场风花雪月的事》《西游记之大闹天宫》的编剧霍昕执导的处女作，由倪妮、周游领衔主演，廖凡特别出演。
该片入选第72届圣塞巴斯蒂安国际电影节主竞赛单元并获得费比西国际影评人奖和最佳摄影奖，2024年9月6日在多伦多国际电影节举行世界首映。

## 剧情概要
影片讲述一个身患绝症的男人和一个年轻女孩在经历意想不到的事件后开始的流亡之旅。夏优（倪妮 饰）是一个看似生活完美的成功金融人士，但在光鲜亮丽的外表下，她在身体和心理上都遭受来自她的未婚夫（廖凡 饰）严重的暴力对待。在寻找偶像王菲演唱会门票的过程中，夏优命运般地邂逅了身患绝症的男人徐子泰（周游 饰），他们之间迅速擦出了爱火花并在黑暗的小巷里发生了令人难忘的第一次亲密接触。之后，夏优在一次出差旅程中偶遇了在当地经营面馆的徐子泰，她觉得自己可能不会再离开他了。

## 演员阵容
- 倪妮 饰演 夏优
- 周游 饰演 徐子泰
- 廖凡 饰演 松（特别出演）

## 发行

国际海报

该片分别入选第72届圣塞巴斯蒂安国际电影节主竞赛单元、第49届多伦多国际电影节“中心展映”单元、第19届罗马电影节“新锐电影”主竞赛单元，2024年9月6日在多伦多举行世界首映，原定同年11月1日在中国大陆正式上映。赤角（Rediance）获得该片的国际发行权。

## 奖项荣誉
| 年份   | 颁奖礼                       | 奖项                    | 入围者         | 结果 | 参考          |
| ------ | ---------------------------- | ----------------------- | -------------- | ---- | ------------- |
| 2024年 | 第72届圣塞巴斯蒂安国际电影节 | 最佳影片金贝壳奖        | 《捆绑上天堂》 | 提名 | [ 4 ]         |
| 2024年 | 第72届圣塞巴斯蒂安国际电影节 | 费比西国际影评人奖      | 《捆绑上天堂》 | 獲獎 | [ 16 ] [ 17 ] |
| 2024年 | 第72届圣塞巴斯蒂安国际电影节 | 最佳摄影奖              | 朴松日         | 獲獎 | [ 16 ] [ 17 ] |
| 2024年 | 第33届费城国际电影节         | 最佳剧情片              | 《捆绑上天堂》 | 獲獎 | [ 18 ]        |
| 2024年 | 第19届罗马电影节             | 主竞赛单元 最佳剧情片   | 《捆绑上天堂》 | 獲獎 | [ 19 ]        |
| 2024年 | 第19届罗马电影节             | 主竞赛单元 最佳导演首作 | 《捆绑上天堂》 | 獲獎 | [ 19 ]        |